# Valentino Ravnić
Valentino Ravnić, hrvatski reprezentativni rukometaš
Izbornik mlade reprezentacije Vedran Ćurak pozvao ga je na okupljanje reprezentacije za svjetsko juniorsko prvenstvo u Brazilu 2015.
Igrač PPD Zagreb. Član šireg popisa hrvatskih reprezentativaca. Hrvatski izbornik Lino Červar uvrstio ga je travnja 2017. na popis igrača za reprezentativno okupljanje dogovoreno za početak svibnja 2017. godine.
S seniorskom hrvatskom reprezentacijom osvojio je zlato na Mediteranskim igrama u Tarragoni 2018.